# Het rode zand van Mars
Het rode zand van Mars (oorspronkelijke titel: The Sands of Mars) is een sciencefictionroman van Arthur C. Clarke uit 1951. Het rode zand van Mars is Clarkes eerste gepubliceerde roman (hij had al een oeuvre als verhaalschrijver achter zich).

## Synopsis
Martin Gibson is ruimtevaartjournalist. Hij mag in die hoedanigheid mee op een ruimtereis naar Mars. Tot dan toe waren alleen wetenschappers naar de rode planeet gezonden, maar men wil de reizen ook commercieel gaan uitvoeren. Gibson heeft voordat hij zelf op reis mag, verhalen over de ruimtereizen geschreven aan de hand van derden, maar mag nu zelf ondervinden hoe het is. Gibson wordt begeleid door Jimmy Spencer, aspirant kosmonaut, waarvan later vaststaat dat het de zoon is van Gibson.
De reis begint met een reis naar Ruimstestation Eee, vervolgens naar de basis op Phobos en dan naar een van de koepelsteden op Mars. Gibson, ooit student aan de Universiteit van Cambridge maakt zich zodra de reis vaste vormen aanneemt zorgen. Hij zal toch niet de boeken ingaan als de journalist over ruimtevaart, die ten onder gaat aan ruimteziekte. De reis aan boord van de Ares gaat echter voorspoedig, doch het slot wordt gewijzigd. In plaats van op Phobos te landen moet men zonder verdere toelichting landen op Deimos.
Eenmaal toch op Mars ontdekt Gibson, dat Mars zich los probeert te weken van thuisplaneet de Aarde. Dat heeft te maken met het feit dat juist de wetenschappers Mars als ultiem doel voor onderzoek zagen en vervolgens de Aarde er weinig geld voor over hadden de verafgelegen kolonies te onderhouden. Na enige tijd komt Martin er achter, dat er Marswezens zijn, die van planten leven. Voorts ontdekt hij dat de Marsbewoners bezig zijn met een project De dageraad. De omweg bij aankomst blijkt veroorzaakt te zijn doordat men bezig was Phobos om te bouwen tot een kleine zon.
Het licht van de Zon is onvoldoende om Mars te voorzien van warmte. Tijdens het verblijf van Gibson leert hij ook dat men de plant, die wordt gegeten, kan gebruiken om de planeet te voorzien van voldoende zuurstof, zodat men op den duur zonder de koepels verder kan. Alles is niet in de zin van het hoofdbestuur op Aarde. Men roept dan ook de leider van de Marskolonie terug, maar het is onvermijdelijk dat Mars steeds zelfstandiger zal worden.

## Bijzonderheden
- Bruna gaf de eerste druk uit in 1970, los van hun Bruna SF-serie;[2] in 1979 volgde de tweede druk in die serie als nummer 103.
- De tweede druk werd voorzien van een illustratie van Chris Foss, gespecialiseerd in SF-werk.[3]
- Ares is de Griekse variant van de Romeinse Mars.
- Toen Clarke zijn roman schreef, hadden er nog geen bemande ruimtereizen plaatsgevonden.
- Zestig jaar nadat het boek is uitgegeven, waren er wel plannen voor een dergelijke reis naar Mars, maar het was nog theorie.
- Clarke zou het ombouwen van ruimtemateriaal tot zon later weer gebruiken; in 2010: Odyssey Two uit 1982 liet hij Jupiter ombouwen (Jupiter Zon); ook Frederik Pohl en C.M. Kornbuth zouden het in 1959 gebruiken in Wolfsklauw (Wolfbane).
- De titel van First rays of the new rising sun (ned: Eerste stralen van de nieuw opkomende zon), een postuum album van Jimi Hendrix zou ontleend zijn aan de roman.[4]